# メディカルチーム レディ・ダ・ヴィンチの診断
『メディカルチーム レディ・ダ・ヴィンチの診断』（メディカルチーム レディ・ダ・ヴィンチのしんだん）は、関西テレビ（カンテレ）とメディアミックス・ジャパン（MMJ）の共同制作により、フジテレビ系の「火曜21時ドラマ」枠にて2016年10月11日から12月13日まで放送されたテレビドラマである。
「解析診断部＝レディ・ダ・ヴィンチ」に所属する個性豊かな7名の女性医師が、原因不明の病気の謎を究明し患者を救うために奮闘する姿を描く、オリジナル脚本による1話完結の医療ミステリー。主演の吉田羊は本作が地上波民放連続ドラマ初主演となる。

## 企画・制作
カンテレ制作・フジテレビ系で1996年4月から2016年9月までの20年半続いた火曜22時枠の連続ドラマが、2016年秋の改編で火曜23:00 - 23:30枠で放送されていた『有吉弘行のダレトク!?』が火曜22時台に移動・拡大することになったため、2016年4月から同年9月まで『ニッポンのぞき見太郎』が放送されていた火曜21時台に枠を移動される形で新たに設けられる連続ドラマの第1作。フジテレビ系列としては、火曜夜9時枠でのドラマはフジテレビ火曜9時枠の連続ドラマ（通称：火9）の『ゴーストライター』以来1年半ぶりとなる。
制作プロダクションのMMJも含め、かつてカンテレ火曜22時枠ドラマで放送された『チーム・バチスタシリーズ』のスタッフが再集結して制作される。

## あらすじ
どんな難手術も成功させるゴッドハンドとして知られた白州会西東京総合病院の脳神経外科医・橘志帆は、ある日手術中に幻覚を見たことで医師を辞することを決心するが、東光大学病院の院長に就任した恩師・北畠昌幸から手術をしないことを条件に新設の解析診断部の診断医として東光大学病院に来ないかと誘われ、その話を受ける。
その後、難解な症状を抱えた患者たちの原因を7人の女医と協力しながら、見つけ出し救っていくが、自分も外傷性の脳動脈瘤を患っており、幻覚症状に悩まされる。しかしその苦難を女医たちと乗り越えながら、戦っていく。

## 登場人物

### 東光大学病院解析診断部
橘 志帆（たちばな しほ）
演 - 吉田羊
東光大学病院解析診断部の医師。脳神経外科医。1976年5月15日生まれ。バツイチ飄々としている中に、「患者を救いたい」という強い情熱を抱く。手術でのトラウマが原因で、メスを握れなくなり、解析診断部へ異動。シングルマザー。ズバズバと物を言う性格で、病因を探るために周囲を巻き込んで信じられないことをやり始めることもあるが腕は確か。「私、手術しないので。」が口癖で、手術以外で治療法を探し出す。一人でボーっとしていると自分を罵る雨に濡れた男の幻覚が見えるため、苦しむ。また、チームの同僚に子供がいる事を話しているが、新田が佐々木の部屋で見つけた名簿には配偶者と子供がいないと記載されており、実際に子供に話しかけている様子でも真央がおらず、誰かと話しているように独り言を言った後、頭痛と幻覚に苦しむ様子を新田に目撃されている。
第8話は、休暇を取っているため、本編にはほとんど登場しない。また、幻覚の正体は外傷性の脳動脈瘤を罹患している事からであり、2年前の爆発事故に遭遇した際発症した事が原因のものだった。元々罹患している事を知っていたが、摘出することで真央の幻覚が消えて見えなくなり、それによって心の支えを失うことを恐れて放置していた。そんな中、自分と娘が遭遇した爆発事故に偶然その場にいた藤原ひかりの手術する当日に自宅で倒れて入院する。入院中に泣きながら自問自答を続けた結果、脳動脈瘤を摘出する。摘出後はひかりの手術を執刀し、無事成功する。新田の調査で解析診断部に赴任する前、海外の病院を転々としていたとあったが、実は前述の事故で娘を失った事が原因で引きこもっていた。
新田 雪野（にった ゆきの）
演 - 相武紗季
東光大学病院解析診断部の医師。外科医。愛想がないが、橘を気にかけており、彼女の様子の観察を元同僚の高杉に頼む。執刀医として誰からもその実力を認められた孤高の天才外科医で、かつては脳神経外科・心臓血管外科の医師だったが、何らかの事情で解析診断部に異動となった。心臓血管外科に戻りたいと考えていたが、自分が追い出された原因となった患者の北村詩織に橘や他の仲間の忠告を聞かず自分の汚名返上目的の治療を経てチームワークで真の病因を探るべく治療を続けていく内に、忘れていた医師として大切な事を思い出し、解析診断部に残る決心をする。また、北村詩織から医師として真摯に向き合ってくれた事を評価され、涙を流す等感情がやや豊かになった。ヘッドフォンを愛用している。
メンバーの中でただ一人、志帆から秘密を打ち明けられる。
田丸 綾香（たまる あやか）
演 - 吉岡里帆
東光大学病院解析診断部の医師。研修医。各科をローテーション中。幼くして両親を亡くし、児童養護施設で育ち、猛勉強の末奨学金を得て医大に入った。東光大学医学部を首席で卒業した優等生。真面目でひたむきな性格。患者を思うあまり、橘の発言や提案に怒ることもしばしば。橘に振り回されながらも何かと行動を共にする。橘からは患者と関わりがあったもの、場所について調べたり撮影する様、雑用を頼まれる事が頻繁にある。
里見 藍（さとみ あい）
演 - 白鳥久美子（たんぽぽ）
東光大学病院解析診断部の医師。救急救命医。冷静な性格で緊急時の判断に優れている。感染症と免疫学の専門医でもある。
植松 結衣（うえまつ ゆい）
演 - 滝沢沙織
東光大学病院解析診断部の医師。病理医。合コンが好きで常に定時帰り。派手で面食い。競泳選手・南野の大ファン。仕事に誇りを持っており、新田から病理の診断結果を否定された時はプライドを傷付けられた事を翌日以降まで引きずる程怒った。
村上 夏海（むらかみ なつみ）
演 - 笛木優子
東光大学病院解析診断部の医師。神経内科医。部長の葉子の右腕で、行動を常にともにする。派手で部長には媚を売るが橘にはツラく当たる。自分の見栄ばかり考えている。
岩倉 葉子（いわくら ようこ）
演 - 伊藤蘭
東光大学病院の教授で、解析診断部の部長。内科医。同期の北畠のライバルであり、院長の座を争って敗れた後、次期の院長の座を狙う。テレビ番組『お助けドクターSOS』にレギュラー出演し、「お天道様は誤魔化せても私のこの目は誤魔化せない」の決め台詞で世間に知られる。まとめ役で泰然としているがプライドが高く、橘に対抗して自分の意見を貫こうとするが、行きつけの老舗料亭の大女将だった真田静香の真の病因の判明と治療方針の決定をきっかけに橘の意見や行動を肯定する等態度を軟化する様になり、最終的には一人の母親の目線から脳動脈瘤を摘出するかどうかの判断を任せた。また、性格とは裏腹に医師の恋愛に寛容である。

### 東光大学病院
佐々木 進也（ささき しんや）
演 - 戸次重幸
東光大学病院の事務長。丁寧な口調で話すがやや神経質な性格。病院の運営を全て担当しているが北畠に邪魔をされる為岩倉とつるんで失脚のチャンスを窺っている。
高杉 祐樹（たかすぎ ゆうき）
演 - 小林且弥
東光大学病院の心臓血管外科医。新田の元同僚であり元恋人。彼女を下の名前で呼ぶ。
藤本 修二（ふじもと しゅうじ）
演 - 池岡亮介
東光大学病院の看護師。
渡辺 弘（わたなべ ひろし）
演 - 五十嵐健人
東光大学病院の看護師。
北畠 昌幸（きたばたけ まさゆき）
演 - 高橋克典
東光大学病院の院長。名医として名を馳せ、50歳の若さで東光大学病院の院長に就任、経営再建の目玉として解析診断部を創設し、橘をスカウトした。常に笑顔で飄々とした態度をとっている。橘の良き理解者であり、解析診断部に赴任する前の彼女の事情を知っていた。岩倉とはしょっちゅうエレベーターの中で会っており、辛辣な態度で接して来られるが、自身が院長を辞任しようとしていた時に続ける様に言われる。

### その他
宮部 航平（みやべ こうへい）
演 - 庄野崎謙
セロニアス製薬のMR。田丸に片思いしており必死にアプローチをしているが全く気にも留められていない。
橘 真央（たちばな まお)(享年10)
演 - 藤澤遥
志帆の娘。小学生。志帆が行き詰っている時に何かしら助言を与える。感情表現はやや乏しい。平成26年11月29日に起きた爆発事故で、母と一緒に巻き込まれ負傷する。その際、自分よりひかりの治療を優先する様母に言い、その後の2度目の爆発に巻き込まれて死去した。志帆はこれが原因で引きこもるようになった。。

### ゲスト
第1話
増山 美希（ますやま みき）
演 - 堀内敬子
料理研究家（宏太の母）。シングルマザー。
増山 宏太（ますやま こうた）
演 - 五十嵐陽向
保育園児（美希の息子）。利発な子だが寂しさが原因で異食症となる。
第2話
南野 和己（みなみの かずみ）
演 - 浅香航大
競泳選手。母思いだがドーピングが原因でカリウム欠乏症となる。病院には筋萎縮性側索硬化症の疑いでセカンドオピニオンを求め、極秘入院していた。
潮崎（しおざき）
演 - 竹森千人
南野のコーチ。
第3話
岡野 朋美（おかの ともみ）
演 - 唐田えりか
女子高生。ハロウィンの夜にけいれんや嘔吐で運ばれてきた女子高校生グループの一人だったが、唯一症状が出ていなかった。
長瀬 理恵（ながせ りえ）
演 - 久保田紗友
女子高生。ハロウィンの夜にけいれんや嘔吐で運ばれてきた女子高校生グループの一人で、一番症状が重かった。
塩田 麗奈（しおた れいな）
演 - 島ゆいか
女子高生。
岩村 亜沙子（いわむら あさこ）
演 - 早乙女ゆう
女子高生。
池山 由香（いけやま ゆうか）
演 - 坂本澪香
女子高生。
山田 麻衣（やまだ まい）
演 - 富田望生
女子高生。
第4話
真田 芽依（さなだ めい）
演 - 小西真奈美
老舗料亭「真田」の女将。仕事の時は強かだが、義母のことになると感情的な態度で接する。
真田 達郎（さなだ たつろう）
演 - 小久保寿人
芽依の夫。静香の息子。
真田 静香（さなだ しずか）
演 - 黒田福美
老舗料亭「真田」の元大女将。現在は引退し、若年性認知症の疑いで老人ホーム『葉風苑』に入所している。
歩美（あゆみ）
演 - 片岡明日香
『葉風苑』のスタッフ。
第5話
奥山 賢太郎（おくやま けんたろう）
演 - 桐山漣
公園の展望台から転落して自殺を疑われたが、一貫して自殺はしていないとの主張で解析診断部に送られてきた男性。
病院の食事を「少ない位」と言いながらランチプレートに載っている分の左半分だけ残す等、脳梗塞と疑われる特徴がある。
奥山 由美子（おくやま ゆみこ）
演 - 前田亜季
賢太郎の臨月の妻。賢太郎が入院中に切迫早産の危機に陥ったが、無事に女児を出産した。
黒木（くろき）
演 - 中脇樹人
「白州会 西東京総合病院」院長。
第6話
北村 英一郎（きたむら えいいちろう）
演 - 飯田基祐
国会議員。詩織の夫。詩織が何度も手術する事になったストレスや責任を全て新田に被せてくる。
北村 詩織（きたむら しおり）
演 - 高橋かおり
英一郎の妻。新田が心臓血管外科を追放される原因となった患者。急性心不全の疑いで救急搬送される。嫋やかな笑みを浮かべるおっとりした優しい性格。
紀藤 恭一（きとう きょういち）
演 - 津村和幸
第7話
神田 光一郎（かんだ こういちろう）
演 - 田中幸太朗
街中で倒れて入院してきた男性。自称、金融マンで独身で恋人もいないと言い、里見に好きだと告白してくる。
第8話
堂島 謙三（どうじま けんぞう）
演 - 大和田伸也
大御所俳優。症状から溶連菌感染症を疑われるが、治療を拒否する。
ケンジ
演 - 藤野大輝
堂島が入院前日に訪れたロケ地そばにいた少年。
第9話 - 最終話
藤原 ひかり（ふじわら ひかり）
演 - 根岸姫奈（ - 第10話）
ピアノコンクールの最中に意識不明でけいれんを起こして運ばれてきた少女。将来を嘱望されている。2年前の爆破事件に巻き込まれるが、同じ場所に居合わせた志帆に救われる。
藤原 一美
演 - 原千果子
ひかりの母。コンクールで、ひかりが楽譜の指示に無い、ウナ・コルダ（弱音ペダル）を踏んだことを叱責する。

## スタッフ
- 脚本 - 田中眞一、長谷川徹
- 音楽 - 原田智英
- 撮影 - 宮本亘、高田陽幸
- 照明 - 富川英伸
- 編集 - 田辺智久
- 編集デスク - 冨田健吾
- 音響効果 - 奥山力
- CG - 宮島荘司、宮崎弘喜
- デザイン - 柳川和央
- 美術進行 - 長滝谷翔
- スタイリスト - 江島モモ（伊藤担当）/中川原寛（高橋担当）
- 美術プロデューサー - 都留啓亮
- 主題歌 - AI「ミラクル」（EMI Records/ユニバーサルミュージック）[23]
- 編成 - 南口博孝（関西テレビ）/橋爪駿輝（フジテレビ）
- 医療監修 - 生坂政臣（千葉大学）
- 医療指導 - 山本昌哲/中澤暁雄
- 宣伝 - 豊増雄、北村友香理（関西テレビ）
- 広告 - 前田香久（関西テレビ）
- プロデューサー - 安藤和久、豊福陽子（関西テレビ）、遠田孝一、布施等（MMJ）
- 演出 - 星野和成、今井和久、小野浩司
- 制作 - カンテレ、MMJ[24]

## エピソードリスト
| 話数 | サブタイトル                                | 放送日   | 脚本              | 演出     | 視聴率 |
| --- | ------------------------------------------- | -------- | ----------------- | -------- | ------ |
| 01 | 手術をしない天才外科医!! 原因不明の病を推理 | 10月11日 | 田中眞一          | 星野和成 | 8.8％  |
| 東光大学病院での勤務初日、志帆は出勤途中の路上で腹痛を訴え吐血した保育園児・宏太に出くわし東光大学病院へ搬送する。胃の中に釘があることがわかり、摘出手術で胃の中から釘とともに土が見つかったことから、シングルマザーで著名な料理研究家である母・美希が多忙なため傍にいてくれない寂しさが原因による異食症であると診断する。そんな折、宏太が心不全を発症し容態が急変、また美希も心不全を発症して東光大学病院へ搬送される。心不全の原因を再生不良性貧血とする部長の葉子に対し、感染症を疑う志帆は綾香とともに母子の生活環境をくまなく調査、保育園で流行中のりんご病と持病の遺伝性球状赤血球症により心不全に至ったことをつきとめ母子を救う。 |                                             |          |                   |          |        |
| 02 | 母想いの水泳選手が謎の病                    | 10月18日 | 田中眞一          | 星野和成 | 8.0％  |
| 東京オリンピックでのメダル獲得を嘱望される競泳選手・南野が、全身の倦怠感と筋力低下から城北神経研究センターにてALSと診断され、セカンドオピニオンを求めて東光大学病院に検査入院する。口出しするなとの葉子の指示に反し、志帆は綾香とともに南野の練習環境をくまなく調査、自転車の転倒事故で頭部を強打したことをコーチから聞き出す。頚椎症など首の病気を疑う中、南野の容態が急変し全身の痛みと血尿を発症。前の病院での血液検査に不備があったことをつきとめた志帆は低カリウム血症を見抜き、南野の練習タイムを分析した上でドーピングを隠蔽するため利尿薬を常用していたと断定、母想いの南野に対し母として子を大切に想う母の気持ちを語る。南野は会見でドーピングの事実を認め、再起を目指す。 |                                             |          |                   |          |        |
| 03 | ハロウィーン集団発症事件簿                  | 10月25日 | 田中眞一          | 星野和成 | 8.5％  |
| ハロウィーンの晩、仮装した女子高生6人の集団が東光大学病院に救急搬送されてくる。痙攣・嘔吐の症状を示す中、突然理恵が蕁麻疹を発症し呼吸困難に陥る。一方で朋美だけは何の症状も発症しない。薬物中毒や感染症の疑いが否定されると、志帆はアナフィラキシーショックを疑い独断で理恵にチャレンジテストを行うが、マンゴーに軽いアレルギー反応を示すのみ。志帆は朋美と理恵が他の4人からいじめを受けていたことに気づき、さらに2人が科学クラブに所属していることが分かると、理恵が親友の朋美をいじめる4人を懲らしめるため仮装用の血糊カプセルに毒性があるアジ化ナトリウムを混入させたこと、また混入時にラテックス製ディスポ手袋を着用したことでラテックス・フルーツ症候群によるアナフィラキシーショックを引き起こしたことを突き止める。理恵は反省し、警察ですべてを話すことを決意する。 |                                             |          |                   |          |        |
| 04 | 対決! 女医と女将と大女将                    | 11月1日  | 長谷川徹          | 今井和久 | 8.5％  |
| 岩倉は佐々木とともに、料亭「真田」で接待をしていた。もてなした「真田」の女将芽依は、病気で引退した大女将の静香について、静香の希望で病気のことを客には秘密にする約束だと岩倉に話す。一方、志帆はある日の出勤途中、道端で草をむさぼるように食べる静香を見かけて声を掛ける。すぐに、探していた特別養護老人ホーム施設の職員と芽依によって連れていかれるが、去り際に静香は「助けて」と志帆に訴える。芽依は、発症前の静香から厳しい女将修行を受けていたため、毒を盛った疑いまでもたれるが、芽依はこれを否定する。歩行障害や胸の苦しさ、攻撃性などもあることから若年性認知症の診断に疑問を感じた志帆は、施設から連れ出して検査を試みるが、誘拐騒ぎになってしまう。志帆からの合図で瞳孔の動きを確認した岩倉は、静香が神経梅毒による症状が出ていると診断し、大動脈解離を防ぐことができた。 ２年前に芽依は、旅行に誘った静香から「時間がもったいない」と言われてショックを受けていたが、岩倉が「胸の痛みから、自分に残された時間が短いと感じて１日も早く一人前の女将になってほしいと思ったから」であると諭し、失った記憶は戻らないことを告げる。芽依は「大女将の教えは私が絶対に忘れません」と誓う。 |                                             |          |                   |          |        |
| 05 | 頻発する脳梗塞の謎を発見                    | 11月8日  | 田中眞一          | 星野和成 | 8.0％  |
| 立ち入り禁止の表示がある工事中の展望台から転落した奥山賢太郎。臨月の妻・由美子もおり、自殺ではないと主張して解析診断部に送られてくる。MRIを撮ると右頭頂葉に梗塞があり、左側が認識できない半側空間無視の状態だったことが分かる。さらに、新しい脳梗塞によって他人の手症候群の症状が出る。軽い脳梗塞が起こっては梗塞が解消されるということの繰り返しだったのだ。心エコーやＣＴでは分からなかった脳に梗塞ができる原因は、マイクロバブルテストにより卵円孔開存症だったと分かる。 |                                             |          |                   |          |        |
| 06 | 医療ミス!? 度重なる心不全                   | 11月15日 | 田中眞一          | 今井和久 | 6.5％  |
| 拡張型心筋症である北村詩織が運ばれてくる。１年前に新田と高杉がそれぞれセーブ手術を行ったが、急性心不全となっていた。夫である地元選出の国会議員・英一郎は、１年前の手術後すぐに予後不良となったことで医療ミスだと騒いでいた。詩織の症状から心筋生検を行い、ファブリー病であったと分かり、酵素製剤を投与し、回復を見込めることとなった。詩織は、雪野が自分と向き合ってくれたことを労い、雪野の態度軟化へとつながる。 |                                             |          |                   |          |        |
| 07 | 治療するたびに悪化する病                    | 11月22日 | 長谷川徹          | 小野浩司 | 7.9％  |
| 救命救急が手いっぱいで解析診断部に回ってきた患者神田。救命救急経験者の里見が低血糖だと診断してぶどう糖の点滴をしていたが、痙攣発作を起こしてしまう。痙攣は低ナトリウム血症で起こったと診断したが、錯乱状態に陥ったことで脳炎を疑い髄液検査を行うことになる。神田の担当医の里見は、「好き」と言われ、何でも肯定してくれる神田に恋心を抱き始めるが、髄液検査の際に、緊張から血管を傷つけてしまうミスをする。検査がすぐにできなくなってしまったが、脳炎だった場合のリスクを考え、抗ウイルス薬を投与する。すると今度はその副作用で腎不全になってしまう。神田は、ランニングを趣味にしていたことでビタミンB1欠乏症だった、それによるウェルニッケ・コルサコフ症候群で記憶がない穴埋めをするために無意識に話を合わせたり話を作っていたために、本当のことが伝わらなかったのだ。里見は「好き」と言われたのに結婚していたこともわかり、ショックを受けるが、志帆に励まされる。 |                                             |          |                   |          |        |
| 08 | 人食いバクテリアに感染!?                    | 11月29日 | 田中眞一 長谷川徹 | 今井和久 | 8.5％  |
| 岩倉がテレビ出演中、同じ番組に出演していた大御所俳優・堂島が腹痛と右腕の痛みを訴えて倒れ、その後、発赤もする。マネージャーは、前日にロケで行った廃墟になった温泉旅館の呪いではないかと言う。発赤もあり、化膿性連鎖球菌による劇症型溶連菌感染症であり、壊死性筋膜炎が進んでいると考えられた。患部を切開すると告げると映画の撮影中だからと拒否する。原因を探っていくと、元温泉旅館の近くで「いじめられるから取ってこいと言われた」と訴えて高所の一緒にアケビを取った少年がいた。その少年の話から、廃墟にある井戸水に触れたことが分かり、ビブリオ・バルニフィカスに感染したと岩倉は判断する。 |                                             |          |                   |          |        |
| 09 | 運命の小さな患者との再会                    | 12月6日  | 田中眞一          | 星野和成 | 7.6%   |
| ピアノコンクールを終えたばかりの12歳の小学生・ひかりがフルートを吹いている最中に倒れて運ばれてくる。入院後、志帆はひかりの背中に、２年前、自身と娘の真央が遭遇した、広場での爆破事件の現場で志帆が助けた少女が負っていたのと同じ傷を見つける。１ヶ月前にフルートを始めたというひかりは、モヤモヤ病を発症していたことで、過換気状態になり、狭心症による痙攣発作を起こしていた。志帆は、けがの状態から娘の真央よりも優先して助けたひかりが真央の分まで生きている、とひかりの手術を執刀することを希望するが、手術の日、頭痛を起こして倒れてしまう。 |                                             |          |                   |          |        |
| 最終話 | 天才外科医ついに復活!                       | 12月13日 | 田中眞一          | 星野和成 | 8.8％  |
| ひかりの手術の日に倒れた志帆には、外傷性の脳動脈瘤があった。脳動脈瘤で真央の幻覚を見るようになったことで真央が亡くなったショックから立ち直り、真央の幻覚と暮らしていたが、真央以外の幻覚を見るようになって医療行為に支障が出るようになり、医師をやめようとしているところを、北畠院長に解析診断部に誘われたのだった。ひかりに必要な直接バイパス手術は雪野でも難しく、志帆にしかできないが、手術をするならば脳動脈瘤を摘出しなければならない。脳動脈瘤を取れば真央の幻覚を見ることができなくなってしまう。選択を迫られた志帆。幻覚の真央に「これまでもこれからもずっとそばにいる。脳動脈瘤なんかにいないよ」と説得された志帆は、脳動脈瘤を摘出する決断をする。 |                                             |          |                   |          |        |
| |                                             |          |                   |          |        |
| 平均視聴率8.1% （視聴率はビデオリサーチ調べ、関東地区・世帯・リアルタイム） |                                             |          |                   |          |        |

- 第8話は、主演の吉田が過労による体調不良で休養し撮影に不参加だったので、主役ではあるがほとんど登場しなかった。

## 関連商品

### ノベライズ
- 佐野晶『メディカルチーム レディ・ダ・ヴィンチの診断 前編』（2016年10月28日、宝島社文庫、ISBN 978-4800262769）
- 佐野晶『メディカルチーム レディ・ダ・ヴィンチの診断 後編』（2016年12月16日、宝島社文庫）